# NGC 5684
NGC 5684 (другие обозначения — UGC 9402, MCG 6-32-73, ZWG 192.46, PGC 52179) — линзообразная галактика (S0) в созвездии Волопас.
Этот объект входит в число перечисленных в оригинальной редакции «Нового общего каталога».